# Referendum in Groenlandia del 2008
Il 25 novembre 2008 si è tenuto in Groenlandia un referendum non vincolante riguardo all'autonomia. È stato approvato con il 75% dei voti favorevoli (63% a Nuuk) e un'affluenza alle urne del 72%. Il referendum era stato annunciato dal Primo ministro Hans Enoksen il 2 gennaio 2008. Enoksen annunciò anche il lancio di una campagna informativa e di dibattiti sull'argomento dell'autogoverno; questo comportò incontri e riunioni presso tutti i comuni della nazione.

## Contesto
La Groenlandia divenne colonia della Danimarca nel 1775 e fu resa provincia danese nel 1953. Nel 1979 divenne nazione autonoma all'interno del Regno di Danimarca, con un parlamento (Landsting) e la gestione autonoma del sistema sanitario, delle scuole e dei servizi sociali. Nel 1985, la Groenlandia si ritirò dall'Unione europea, per poter mantenere il controllo della pesca nelle proprie acque territoriali. Vi sono stati alcuni movimenti di indipendenza, incoraggiati dalla Danimarca ma trattenuti dal bisogno economico di sussidi economici da parte della Groenlandia. Tuttavia, molti elementi del governo della nazione credono che il petrolio e le risorse minerarie diverranno presto accessibili a causa del riscaldamento globale.
Un rapporto del 2003 della Commissione di Autogoverno, delineò sei possibilità per il futuro della Groenlandia. Queste erano:
- indipendenza
- unione con un'altra nazione (come il Canada), in modo simile all'ex Regno d'Islanda (1918 – 1944)
- associazione libera, simile alle relazioni di Palau con gli Stati Uniti
- federazione
- maggiore autogoverno da parte della Groenlandia, oltre quello già garantito
- integrazione completa

## Proposta
Nonostante il referendum non sia vincolante, il Parlamento danese ha promesso di attenersi ai risultati, e infatti ha sostenuto il suo svolgimento, che espanderà l'autonomia in altre 30 aree, tra cui la polizia, la giustizia e la guardia costiera, dando alla Groenlandia la parola sulla politica estera e sulle proprie risorse energetiche e minerarie; la lingua groenlandese diverrà la sola lingua ufficiale. Tuttavia, si suppone che i sussidi da Copenaghen (la Danimarca dà annualmente alla Groenlandia 3,5 miliardi di corone, cioè 588 milioni di dollari), che da soli contano circa i due terzi dell'economia groenlandese), non verranno più forniti. Una volta completati i passaggi burocratici, i groenlandesi diverranno una popolazione separata, secondo la legge internazionale.

## Esito
Il referendum è stato approvato e i risultati hanno avuto effetto il 21 giugno 2009, 30º anniversario dell'istituzione dell'autonomia. Il governo groenlandese ha affermato che questo è un "grande passo verso l'indipendenza". Il referendum dà alla Groenlandia il controllo delle forze di polizia, della guardia costiera e dei tribunali. Inoltre, la lingua groenlandese è divenuta l'unica lingua ufficiale, sostituendo pertanto il danese. Il petrolio, inoltre, viene ora diviso differentemente. I primi 75 milioni di corone (13,1 milioni di dollari) vanno alla Groenlandia, e la parte restante dei guadagni è ancora divisa con la Danimarca. I groenlandesi sono riconosciuti come popolo separato, come afferma la legge internazionale, e l'isola ora riceve meno sussidi da parte danese.

## Risultati
| Sì              | 21 355 | 76,30 |  |  |  |  |  |  |
| No              | 6 663  | 23,81 |  |  |  |  |  |  |
| Totale          | 27 988 | 100   |  |  |  |  |  |  |
|                 |        |       |  |  |  |  |  |  |
| Voti non validi | 280    | 0,99  |  |  |  |  |  |  |
| Votanti         | 28 268 | 71,96 |  |  |  |  |  |  |
| Elettori        | 39 285 |       |  |  |  |  |  |  |

## Conseguenze
Il risultato ha creato scetticismo in alcuni politici danesi. Per Ørum Jørgensen, che ha aiutato i negoziati per l'accordo, ha affermato che ci vorranno "30-40 anni" prima che la Groenlandia sia in grado di autogovernarsi. Il parlamentare  Søren Espersen ha affermato che i groenlandesi sono stati "plagiati con una propaganda senza precedenti", e ha detto di credere che "vi saranno grandi problemi in futuro".